# Isotypie

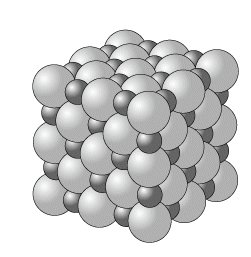
Kristalstructuur van natriumchloride en alle isotypen.

Isotypie, Oudgrieks: ἴσος, isos, gelijk, τύπος, typos, soort, betekent dat twee chemische stoffen dezelfde kristalstructuur hebben. Zulke stoffen worden isotypen genoemd. Isotypen zijn vaak chemisch verwante stoffen met vergelijkbare eigenschappen.
Twee stoffen zijn in nauwe zin alleen bij dezelfde molecuulformules, vergelijkbare symmetrie, dus met dezelfde ruimtegroep, en ruimtelijke structuren isotypen. Stoffen die daar niet aan voldoen, maar elkaar in structuur toch sterk benaderen, worden homeotypen genoemd. Een ander vergelijkbaar verschijnsel is anisotypie, waarbij de plaatsen van de kationen en anionen zijn verwisseld, maar de structuur verder hetzelfde is.
Een voorbeeld van isotypen zijn de alkalimetalen, die allemaal een kubisch ruimtelijk gecentreerde kristalstructuur hebben.
De bekendste groep isotype stoffen zijn zouten van het type natriumchloride, dit zijn behalve natriumchloride zelf, steenzout of {\displaystyle {\ce {NaCl}}}, ook magnesiumoxide {\displaystyle {\ce {MgO}}}, galeniet, loodsulfide {\displaystyle {\ce {PbS}}} en nog rond de 200 stoffen met een overwegend covalente binding.